# راسيل بولارد
راسيل بولارد (بالإنجليزية: Russell Pollard)‏ هو طبال أمريكي، ولد في 1975.

## وصلات خارجية
- راسيل بولارد على موقع ميوزك برينز (الإنجليزية)
- راسيل بولارد على موقع أول ميوزيك (الإنجليزية)
- راسيل بولارد على موقع ديسكوغز (الإنجليزية)